# Гелена Зетова
Гелена Зетова (чеськ. Helena Zeťová; 7 листопада 1980, Валашске Мезиржичі — 20 грудня 2024, Простржедні Бечва) — чеська співачка.

## Життєпис
Зетова почала свою співочу кар'єру у віці п'ятнадцяти років — до 1998 року виступала з рок-групою. Потім виступала з американською групою на Лансароте, Іспанія. 
У жовтні 2000 року під час зйомок для TV Nova вона вперше познайомилася з Терезою Черноховою і Терезою Керндловою, а в квітні 2001 року вони створили дівочий гурт Black Milk, перший альбом якого Modrej dým вийшов у червні 2002 року. Того ж року вони стали лауреатами «Чеського соловейка» в категорії «Відкриття року». 
У 2003 році гурт випустив альбом Sedmkrát. 
У 2004 році в колективі почалися розбіжності, і навесні 2005-го вокалісти вирішили припинити співпрацю. 
У жовтні 2005 року Зетова випустила свій перший сольний альбом Ready To Roll і того ж року отримала звання «Стрибун року» на чеській премії «Соловейко».
У березні 2008 року вона випустила свій другий альбом Crossing Bridges. Того ж року Гелена планувала випустити альбом у Греції для грецьких слухачів - але цього так і не сталося. 
У 2011 році вона озвучила героїню «Дівчини мрії» у першому чеському 3D-фільмі «Чарівна ковдра», яку зіграла Нікол Моравцова, тож Зетову можна було почути лише в цьому мюзиклі.
У 2020 році вона випустила альбом Consequences, у записі якого взяв музичну участь Ондржей Брзобогатий, а також записала дует з американським музикантом Френком Маккомбом, Мартіном Валігорою, Юраєм Ґріґлаком, Юдженом Візварі. Це був перший раз, коли Зетова була залучена як композитор.
Гелена Зетова померла 20 грудня 2024 року, випавши з вікна на першому поверсі будинку в Простржедні Бечва.

## Особисте життя
Три роки Гелена Зетова жила з чеським хокеїстом Ярославом Беднаржем.

## Альбоми

### Black milk
- Modrej dým (2002)
- Sedmkrát (2003)
- Nechci Tě trápit (2007, compilation)

### Соло
- Ready To Roll (2005)
- Crossing Bridges (2008)
- Consequences (2019)